# 3 Musketiere
3 Musketiere (Im niederländischen Original 3 Musketiers, de Musical) ist ein Musical, das auf dem Roman „Die drei Musketiere“ von Alexandre Dumas basiert. Musik und Texte stammen aus der Feder des Brüderpaars Rob und Ferdi Bolland, welches in den 1980er Jahren durch Kompositionen für Falco (Rock me Amadeus, Jeanny) große Erfolge hatte. André Breedland schrieb das Script zum Musical. Einzelne Lieder und Liedtexte wurden von Paul Bogaev, Gerard Cox, Jan-Simon Minkema und Petra van der Eerden geschrieben. Das Stück wurde im Auftrag von Stage Entertainment für den niederländischen Markt entwickelt und später in veränderten Fassungen auch in Deutschland gespielt.

## Zusammenfassung der Handlung
Das Musical hält sich nah an die Romanvorlage. D’Artagnan bricht auf nach Paris, um dort in die Fußstapfen seines Vaters zu treten und bei den Musketieren der Garde aufgenommen zu werden. In Paris freundet er sich mit den drei Musketieren Aramis, Athos und Porthos an, gerät aber auch in die Scharmützel zwischen Kardinal Richelieu und König Ludwig XIII. Die Auseinandersetzungen zwischen D’Artagnan und seinen Freunden mit den Schergen Richelieus werden in klirrenden Degengefechten ausgetragen und wie so oft kommt auch die eine oder andere Frau ins Spiel. Schließlich muss D’Artagnan nach England, um für die Königin ein Collier, das sie durch eine Intrige Richelieus ihrem Jugendfreund Buckingham übergeben hatte, nach Frankreich zurückzubringen und sie vor der drohenden Kompromittierung vor ihrem Mann und dem Volk zu retten.

## Handlung

### 1. Akt
Frankreich, 1626: Ein Conférencier macht uns mit der aktuellen politischen Lage vertraut (Prolog). Auf dem Thron sitzen Ludwig XIII. und dessen Frau Anna, das junge Ehepaar ist noch kinderlos. Der König ist unerfahren, naiv und nicht sehr an den Staatsgeschäften interessiert. Die wahre Macht hat Kardinal Richelieu, dessen Ziel es ist, die Hugenotten auszurotten und die Macht der Kirche zu festigen.
Zur gleichen Zeit in der Gascogne, im Süden Frankreichs. Der junge D’Artagnan bricht nach Paris auf, um dort wie einst sein Vater den Musketieren (Leibgarde des Königs) beizutreten (Heut ist der Tag). Sein Vater gibt ihm ein Empfehlungsschreiben an Treville, den Hauptmann der Musketiere, sein erstes Rapier und noch ein paar gute Ratschläge mit, unter anderem sich nicht auf ein Duell (diese waren verboten) einzulassen. Außerdem überlassen ihm die Eltern ihr bestes (weil einziges) Pferd im Stall, Pomme de Terre (frz. Kartoffel). D’Artagnan zieht los.
Sprung in die Umgebung von Paris. In einer Herberge kommt Milady de Winter aus England an (Milady ist zurück). Sie trifft sich dort mit Rochefort, dem einäugigen Hauptmann der Kardinalsgarde. Dieser fragt sie, was sie in England in Erfahrung bringen konnte: England bereitet den Krieg vor, denn die Engländer wollen den Hugenotten zur Hilfe eilen, die im katholischen Frankreich verfolgt werden. Rochefort verbietet Milady jedoch, nach Paris zu kommen. Zwischen den beiden entwickelt sich ein Streit, in den D’Artagnan platzt. In dem Versuch, ein Kavalier zu sein, will er Milady vor Rochefort schützen. Dieser zerbricht in einem kurzen Gefecht den Degen und zerreißt das Empfehlungsschreiben an Treville, als sich der naive D’Artagnan ihm anvertraut. Im entstehenden Kampf schlägt der Wirt D’Artagnan nieder, Rochefort verlässt Milady mit der Warnung, nicht nach Paris zu kommen, bis es der Kardinal befehle.
Paris: Die Stadt wacht am Morgen auf. Auch D’Artagnan ist inzwischen dort. Eine junge Frau spricht ihn auf sein Pferd an, D’Artagnan verliebt sich sofort in sie. Als er sie nach ihrem Namen fragt, wird Pomme de Terre gestohlen. D’Artagnan will die Diebe verfolgen, stößt jedoch mit einem Mann zusammen. D’Artagnan entschuldigt sich zwar, jedoch nicht gerade mit geschickten Worten („Ich war in Eile. Doch ihr habt Recht. Das ist noch lange kein Grund ein altes Väterchen über den Haufen zu rennen, nicht wahr.“). Der Mann fühlt sich in seiner Ehre verletzt und fordert D’Artagnan am nächsten Morgen um sechs hinterm Karmeliterkloster im Luxembourg zum Duell. D’Artagnan hat einen weiteren unglücklichen Zusammenstoß mit einem anderen. Wieder ist seine Entschuldigung nicht sonderlich geschickt gewählt („Bei solch üppiger Trefferfläche wäre ich noch betroffener, hätte ich euch nicht getroffen.“) und so hat er am nächsten Morgen um sieben den nächsten Duelltermin. Zum Schluss platzt er in eine Koketterie zwischen einer jungen Frau und einem dritten Mann, in dem er das Taschentuch aufhebt, das für den Anderen bestimmt war. Seine Entgegnung „Was will denn ein richtiger Mann mit einem Spitzentüchlein?“ bringt ihm sein drittes Duell um acht Uhr ein.
In der Kathedrale betet der Kardinal (Oh Herr). Rochefort kommt und meldet, was Milady ihm erzählt hat. Im Louvre, Richelieu im Gespräch mit dem Königspaar. Der König lässt Richelieu freie Hand. Dieser bittet Anna um Hilfe. Sie hatte vor ihrer Heirat eine Affäre mit dem Herzog von Buckingham, dem englischen Premier. Richelieu bittet sie, Buckingham wegen Friedensverhandlungen nach Paris zu rufen. Seine wahren Pläne sind andere, der König soll vorerst nichts davon erfahren.
Am nächsten Morgen hinterm Karmeliterkloster in Luxembourg. D’Artagnan wartet auf seine Duellgegner und liest einen Brief von seiner Mutter, in dem sie ihm mitteilt, dass sein Vater gestorben sei (Vater). Als der erste Mann schließlich kommt und seine Sekundanten vorstellt, entpuppen sich diese als D’Artagnans übrige Duellgegner. Das erste Duell beginnt, wird allerdings von Rochefort unterbrochen, der vor allem D’Artagnans Gegner festnehmen will, da Duelle verboten sind. Als die drei sich ihrer Mäntel entledigen, um zu kämpfen, stellt D’Artagnan fest, dass sie die Uniform der Musketiere tragen. Trotzdem sind die drei den acht Kardinalsgardisten unterlegen. Da greift D’Artagnan ein. Rocheforts Männer werden getötet, Rochefort am Arm verletzt. Die drei Musketiere stellen sich vor: Athos (das „alte Väterchen“), Porthos (mit der „üppigen Trefferfläche“) und Aramis (der „Frauenschwarm“). Als D’Artagnan sich vorstellt, sagen sie ihm, dass sie seinen Vater als Musketier gekannt haben. Er sei entlassen worden, als er im Kampf Rochefort das Auge ausgestochen hatte. Die drei klären D’Artagnan über die politischen Zwiste auf und empfehlen ihm, am nächsten Tag zum Louvre zu kommen, wo der König eine Ansprache hält. (Einer für alle)
Am nächsten Tag. Richelieu äußert vor Ludwig seine Zweifel an Annas Treue zu Frankreich. In die Ansprache des Königs vor den Musketieren und der Kardinalsgarde platzt Rochefort, um Athos, Porthos und Aramis wegen des Duells anzuzeigen. D’Artagnan, der ebenfalls gekommen ist, unterstützt jedoch die Musketiere und sagt, Rochefort habe angefangen. Dem König ist es die Aufregung nicht wert, er fordert die Musketiere nur auf, ihre Fechtkünste anderweitig zu erproben. D’Artagnan sieht das junge Mädchen aus Paris wieder, kann jedoch nicht mit ihr sprechen: Sie steht in der Szene direkt hinter der Königin.
Zu Richelieu kommt Milady, die seine Anweisung ignoriert hat. Sie meldet, dass Buckingham in Paris, in einer Auberge der Rue de Vaugirard sei. Wir erfahren im folgenden Gespräch, warum Milady von Richelieu abhängig ist: Sie hat ein Brandmal auf der Schulter, die Lilie, das Zeichen für eine Prostituierte und Milady erhofft sich eine Wiederherstellung ihres guten Namens. Auch wenn Milady sagt, es sei eine Vergewaltigung gewesen, will sich Richelieu diese Option noch offenhalten. Dann lässt er sie allein. Milady ärgert sich im folgenden Lied Männer über ebendiese.
Im Louvre. Anna schickt ihre Kammerzofe, D’Artagnans heimliche Liebe in die Rue de Vaugirad um Buckingham abzuholen. Aus der Art, wie sie über ihn redet, merkt man, dass sie ihn noch immer liebt. In einem Cabaret sitzen die drei Musketiere mit D’Artagnan und amüsieren sich (So ganz im Geheimen). D’Artagnan erzählt von seiner Liebe. Porthos und Aramis freuen sich für ihn, Athos hat für die Liebe jedoch nur Verachtung übrig. Als D’Artagnan ihn nach dem Grund fragt, erzählt Athos folgende Geschichte: Ein Freund von ihm sei in ein Mädchen verliebt gewesen und habe sie geheiratet. Nachts habe er immer ihre Bitte berücksichtigt und nie ein Licht angezündet. Doch eines Nachts im Vollmond habe er den Grund gesehen: Sie hatte eine Lilie auf der Schulter. Darauf habe er sie verstoßen. Doch er liebe sie noch immer. Im folgenden Lied Engel aus Kristall merkt der Zuschauer: Der Freund ist Athos selbst. D’Artagnan lässt sich von der Geschichte nicht aus der Ruhe bringen. Da taucht seine heimliche Geliebte auf und endlich erfährt er ihren Namen: Constance. Sie holt Buckingham ab. D’Artagnan erfährt von James, Buckinghams Butler, den Grund, das Treffen mit Königin Anna. Zum Schluss träumt er von seiner Liebe (Constance).
Buckingham und Anna treffen sich in deren Gemächer (Le temps). Anna bittet Buckingham von einem Krieg mit Frankreich abzusehen. Um ihre Verbundenheit zu festigen, übergibt sie Buckingham einen Teil ihrer Kronjuwelen, ein Diamantcollier. Das Gespräch wird von Milady abgehört. Constance kommt. Die drei Frauen singen über ihre Lieben (Wer kann schon ohne Liebe sein?).
Milady meldet Richelieu, was sie gehört hat und erhält von ihm den Auftrag Buckingham festzunehmen. Doch Buckingham wird von James, D’Artagnan und den Musketieren verteidigt und kann mit den Diamanten fliehen. D’Artagnan folgt Constance. Diese kehrt zu ihrem Verlobten Bonacieux zurück, den sie nur heiraten will, weil er ihr die Stellung im Palast verschafft und ihren armen Eltern ein hohes Brautgeld gezahlt hat. D’Artagnan platzt herein und kämpft mit Bonacieux, den er die Treppe herunterwirft. Constance und D’Artagnan gestehen sich ihre gegenseitige Liebe (Alles).
Ein Fest zur Eröffnung der Jagdsaison (Die Jagd). Milady und Rochefort müssen Richelieu gestehen, dass Buckingham entkommen konnte, wobei sie sich gegenseitig die Schuld geben. Richelieu gibt ihnen den Auftrag, D’Artagnan und seine Freunde festzunehmen, die er für seine gefährlichsten Feinde hält. In seiner Ansprache kündigt er das Fest zum 25. Geburtstag des Königs an und fordert Anna auf, dazu die Kronjuwelen zu tragen. Anna gerät in Panik und vertraut sich Constance an. Diese schlägt vor, D’Artagnan und seine Freunde mit dem Auftrag das Collier zu holen loszuschicken. Diese nehmen den Auftrag an und machen sich auf den Weg. (Einer für alle, Finale 1. Akt)

### 2. Akt
Der Conférencier ruft seine Zuschauer zusammen und erzählt von D’Artagnans Reise nach England (Prolog 2. Akt). Von Rochefort verfolgt, wird einer nach dem Anderen festgenommen: Porthos stellt sich Rochefort und seinen Männern um sie aufzuhalten, Aramis wird vom Pferd geschossen, Athos fegt ein Ast vom Pferd, als er sich umdreht. Nur D’Artagnan gelingt es zu fliehen. Am Ende platzen Rochefort und Richelieu in die Vorstellung und lassen das kleine Theater schließen. Diese Szene ist Anlass für ein kurzes und amüsantes Wortgefecht zwischen dem Conférencier und Rochefort, bzw. Richelieu.
Auf dem Ärmelkanal, D’Artagnan auf seiner Überfahrt (Die Überfahrt). Ein Sturm macht dem kleinen Boot die Fahrt schwer und geht schließlich kurz vor der Küste unter.
In Paris. Rochefort kostet seinen Triumph über seine Gefangenen Porthos, Athos und Aramis aus. Er will sie mit dem Rest des Heeres nach La Rochelle, dem Zentrum der Hugenotten schaffen. Die drei beschließen gute Miene zum bösen Spiel zu machen, um bei der ersten Gelegenheit zu fliehen und D’Artagnan zu finden (Einer für alle (Reprise)).
Vor La Rochelle. Milady muss Richelieu gestehen, dass D’Artagnan entkommen konnte. Richelieu schickt Milady mit einem Freibrief (dem Träger des Briefs ist jede Handlung erlaubt, er kann nicht zur Rechenschaft gezogen werden) nach Calais, um D’Artagnan die Diamanten abzunehmen. Außerdem soll sie Constance entführen, um ein Druckmittel gegen D’Artagnan zu haben. Er will Anna vor dem König kompromittieren, da er sich so noch mehr Macht über Ludwig erhofft. Er warnt Milady, dass dies ihre letzte Chance sei. Doch auch der scheinbar skrupellose Kardinal zweifelt. Er glaubt, die Macht der Kirche sichert auch den Glauben an Gott, scheint sich aber über seine Handlung nicht sicher zu sein (Nicht aus Stein).
D’Artagnan ist in England bei Buckingham. Dieser übergibt nach einigem Zögern die Diamanten, ruft aber gleich als Nächstes den Kriegsminister zu sich. D’Artagnan ist verwirrt: Ist sein Auftrag nicht erfolgreich, wird Anna vor dem König kompromittiert, ist er erfolgreich, wird England Frankreich den Krieg erklären (Vater (Reprise)).
In Paris. Ludwig betet, als Anna kommt. Sie bittet ihn, mit ihr zu sprechen, doch der König traut ihr nicht mehr (Kein geteiltes Leid) und lässt sie stehen. Constance kommt und muntert die Königin etwas auf. Dann betet sie für D’Artagnan (Gott lächelt uns zu). Da kommt Milady, entführt sie und lässt sie in das Karmeliterkloster im Luxembourg sperren. Dann reist sie nach Calais.
In La Rochelle bereitet Richelieu den Krieg vor (Glaubt mir!). Rochefort berichtet von der Entführung Constances. Die drei Musketiere hören dies ebenfalls und fliehen. In Calais entdeckt Milady D’Artagnan schlafend in einer Herberge. Sie versucht erst, ihm die Schatulle zu klauen, die die Diamanten enthält, doch D’Artagnan wacht auf. Im Kampf entdeckt er die Lilie und weiß, dass sie die Frau sein muss, von der Athos sprach. Milady schlägt ihn nieder und verschwindet mit dem Kästchen. Am nächsten Morgen sucht D’Artagnan einen Weg nach Paris. Er bittet Gott um Hilfe und wird prompt von drei Mönchen angesprochen. Diese entpuppen sich als Porthos, Athos und Aramis. D’Artagnan gesteht ihnen, dass Milady die Schatulle gestohlen hat, die Diamanten allerdings hatte er in der Tasche. Sie stehlen einen Wagen und machen sich auf den Weg nach Paris (Heut ist der Tag (Reprise)).
Milady ist bereits bei Richelieu und übergibt ihm voller Hoffnung die Schatulle. Diese ist jedoch leer. Richelieu schickt Milady weg mit dem Versprechen, ihre Ehre nie wiederherzustellen. Die wütende Milady will sich an Constance rächen. Im Kloster bringt sie ihr als Nonne verkleidet einen vergifteten Trank. Die beiden unterhalten sich, als Constance zusammenbricht. Da kommen die Musketiere und D’Artagnan. Porthos verfolgt Milady, die fliehen wollte und fängt sie ein. Doch für Constance kommt die Hilfe zu spät. Sie stirbt in D’Artagnans Armen (Alles (Reprise))
Auf dem Turm des Klosters. Milady versucht ihr Leben zu retten, indem sie Athos überzeugen will, dass sie ihn noch immer liebt (Wo ist der Sommer?). Doch Athos kann der Mörderin nicht mehr verzeihen und überlässt die Entscheidung D’Artagnan. Als er nicht mehr auf Miladys Bitten reagiert, stürzt sie sich vom Turm. Athos ist trotzdem am Boden zerstört. D’Artagnan kommt, todtraurig, doch den beiden gelingt es, sich gegenseitig aufzubauen. Da sehen sie das Feuerwerk, das den Ball ankündigt und machen sich auf den Weg zum Louvre.
Der 27. September 1626. Der Ball beginnt (Vive le Roi). Richelieu gibt Rochefort den Auftrag, überall Wachen zu postieren, um zu verhindern, dass D’Artagnan noch rechtzeitig kommen könnte. Dann gratuliert er dem König, reißt der Königin einen Schal vom Hals und enthüllt damit das Fehlen des Diamantcolliers. Da kommt D’Artagnan und übergibt ebendieses. Als sich die Kardinalsgarde auf ihn stürzt, kommen die drei Musketiere ihm zur Hilfe. Als die Garde besiegt ist, kämpfen Rochefort und D’Artagnan. D’Artagnan besiegt Rochefort, verschont jedoch sein Leben. Dann decken die Musketiere vor dem König die Intrige des Kardinals auf, als Beweis zeigen sie ihm den von Richelieu ausgestellten Freibrief. Der König lässt den Kardinal und Rochefort unter Arrest stellen, löst die Kardinalsgarde auf und unterstellt die Musketiere wieder seinem Kommando. Er schickt Athos, Porthos und Aramis nach England, um Friedensverhandlungen aufzunehmen. Zum Schluss erfüllt er D’Artagnan dessen größten Wunsch, ernennt ihn zum Musketier und übergibt ihm das Rapier seines Vaters, das dieser einst Athos zur Verwahrung gegeben hatte (Einer für alle (Finale 2. Akt)).
Vater (Epilog) zeigt D’Artagnan am Grab seines Vaters. Die drei Musketiere sind bei ihm und nehmen nun D’Artagnan endgültig in ihren Kreis auf.

## Aufführungen

### Übersicht
Ensuite-Produktionen:
- Niederlande: Rotterdam: Premiere: 30. März 2003, Derniere: 4. Januar 2004 (Stage Entertainment)
- Deutschland: Berlin: Premiere: 6. April 2005, Derniere: 25. Juni 2006 (Stage Entertainment)
- Deutschland: Stuttgart: Premiere: 12. November 2006, Derniere: 27. Januar 2008 (Stage Entertainment)

Weitere Produktionen:
- Ungarn: Tournee: Premiere: 13. Oktober 2006, Derniere: 2007
- Deutschland: Tecklenburg: Premiere: 19. Juni 2010, Derniere: 22. August 2010 (20 Aufführungen, Freilichtbühne)
- Deutschland: Wiesbaden: Premiere: 28. September 2018, Junges Staatsmusical unter der Leitung von Iris Limbarth[1]
- Österreich: Staatz: Premiere: 23. Juli 2010, Derniere: 14. August 2010 (12 Aufführungen, Freilichtbühne)
- Deutschland: Hofheim: Premiere: 25. Juni 2012, Derniere: 28. Juni 2012 (4 Aufführungen)
- Deutschland: Tournee: Premiere: 4. Oktober 2013, letzte Aufführung: 23. November 2013 (Tourneeabbruch nach 7 Aufführungen) (Studio T/Miga Entertainment)
- Deutschland: Tournee: Premiere: 20. November 2014, letzte Aufführung: 29. November 2014 (Tourneeabbruch nach 8 Aufführungen) (Studio T/Miga Entertainment)
- Deutschland: Bad Gandersheim: Premiere: 24. Juni 2016, letzte Aufführung: 24. Juli 2016 (14 Aufführungen, Freilichtbühne)
- Deutschland: Altusried: Premiere: 30. Juni 2017, letzte Aufführung: 5. August 2017 (16 Aufführungen, Freilichtbühne)
- Österreich: Winzendorf-Muthmannsdorf: Premiere: 6. Juli 2018, letzte Aufführung: 29. Juli 2018 (15 Aufführungen, Freilichtbühne)
- Deutschland: Magdeburg: Premiere: 9. November 2019, Derniere: 31. Mai 2020 (12 Aufführungen)
- Deutschland: Meppen: Premiere: 22. Juni 2024, Derniere: 31. August 2024 (15 Aufführungen, Freilichtbühne)
- Deutschland: Tecklenburg: Premiere: 19. Juli 2024, Derniere: 15. September 2024 (20 Aufführungen, Freilichtbühne)

### Rotterdam
Die Uraufführung des Musicals fand 2003 in Rotterdam statt. Die Kostüme sind von Yan Tax, einem berühmten Designer, von dem auch die Kostüme für Musicals wie Elisabeth  und Mozart! stammen.
Premierenbesetzung in Rotterdam:
- D’Artagnan – Bastiaan Ragas
- Milady de Winter – Pia Douwes
- Kardinal Richelieu – Stanley Burleson
- Constance – Tooske Breugem (mittlerweile verehelichte Ragas)
- Athos – Henk Poort
- Porthos – Cees Geel
- Aramis – Rein Kolpa
- Königin Anna – Ellen Evers

Die Hauptdarsteller Bastiaan Ragas und Tooske Breugen kamen auch privat zusammen und heirateten.
Die Lieder und die Handlungsorte unterscheiden sich teilweise sehr stark von denen der späteren deutsche Aufführung des Musicals. Die Ausstattung der niederländischen Aufführungen ist ebenso wesentlich einfacher gehalten, als die der deutschen Aufführungen.
Ursprüngliche Liedfolge (in Klammer, falls vorhanden, der deutsche Titel)
1. Akt
1. Proloog Instrumentaal (Prolog [in Deutschland verändert])

2. Vader (Vater)

3. Nu (Heut ist der Tag)

4. Katholiek en Hugenoot (-)

5. Parijs (Paris)

6. O heer (O Herr)

7. Oorlog of geen oorlog (-)

8. Een voor allen, allen voor een (Einer für alle)

9. Ik ben een vrouw (Wer kann schon ohne Liebe sein)

10. Liefde laat je nooit alleen (-)

11. Constance (Constance)

12. Deze nacht (-)

13. Mannen (Männer [in D gekürzt])

14. De jacht (Die Jagd)

15. Vecht (-)
2. Akt
1. Proloog (Prolog [In D verändert])

2. De overtocht (Die Überfahrt)

3. Niet van steen (Nicht aus Stein)

4. Twijfel (Kein geteiltes Leid)

5. Alles (Alles [in D im 1. Akt])

6. Knipoog van God (Gott lächelt uns zu [nicht mehr in Stuttgart])

7. Geloof mij (Glaubt mir)

8. Waar bleef die zomer? (Wo ist der Sommer?)

9. Het bal (Der Ball)

10. Vader - Reprise (Vater-Reprise)

### Berlin
Nach dem Erfolg des Musicals in Holland wurde es von der Stage Entertainment auch als Nachfolgermusical für Les Misérables im Theater des Westens in Berlin ausgesucht: Am 6. April 2005 fand die Premiere statt, die das Musical in einer überarbeiteten Form, aber doch mit einigen noch aus Holland bekannten Gesichtern präsentierte: Allen voran Pia Douwes, die wie schon in Rotterdam auch in Berlin die Rolle der Milady übernahm. Die Übersetzung stammt von Wolfgang Adenberg (Liedtext) und Ruth Deny (Buch). Doch auch die Regie lag wieder bei Paul Eenens, ebenso wie Yan Tax für Berlin wie für Rotterdam die Kostüme kreierte, nach eigener Aussage „Träume von 2005 über das 17. Jahrhundert“. Die letzte Vorstellung mit anderer Besetzung fand am 25. Juni 2006 statt.
Premierenbesetzung in Berlin:
- D’Artagnan – Patrick Stanke
- Milady de Winter – Pia Douwes
- Kardinal Richelieu – Uwe Kröger
- Athos – Marc Clear
- Porthos – Christian Schleicher
- Aramis – Mathias Sanders
- Constance – Sabrina Weckerlin
- Königin Anna – Kristin Hölck
- König Ludwig XIII – Hans Piesberger
- Rochefort – Cusch Jung
- Herzog von Buckingham – Nikolas Gerdell
- James/Conférencier – Oliver Mülich

Für die deutsche Aufführung wurden einige Lieder gestrichen (siehe Rotterdam), aber auch neue dazukomponiert.
1. Akt
Prolog,
Milady ist zurück,
Le Temps,
So ganz im Geheimen,
Engel aus Kristall
2. Akt
Prolog

### Stuttgart
Am 12. November 2006 hob sich im Apollo Theater des SI-Centrums in Stuttgart zum ersten Mal der Vorhang für die drei Musketiere. Auch in Stuttgart ist Pia Douwes wieder als Milady de Winter zu sehen und Marc Clear als Athos. Kardinal Richelieu wird von Ethan Freeman verkörpert. Die Derniere fand am 27. Januar 2008 statt.
Premierenbesetzung in Stuttgart:
- D’Artagnan – Thomas Hohler
- D’Artagnan alternierend – Rasmus Borkowski
- Milady de Winter – Pia Douwes (später: Kristin Hölck)
- Kardinal Richelieu – Ethan Freeman (später: Marc Clear)
- Constance – Nadine Schreier
- Athos – Marc Clear
- Porthos – Enrico de Pieri
- Aramis – Jens Janke
- Königin Anna – Ann Christin Elverum (später: Anna Thorén)
- König Ludwig XIII – Peter Stassen
- Rochfort – Daniele Nonnis
- James/Conferencier – Stefan Poslovski (später: Gerben Grimmius)
- Herzog von Buckingham – Kevin Tarte

Für die Aufführung in Stuttgart wurde das Musical bearbeitet. Hier die ausfälligsten Änderungen: Es entfällt im 2. Akt Constances „Gott lächelt uns zu“ und wird durch eine Reprise von „Alles“ ersetzt. Das frühere Solo der Milady de Winter „Wo ist der Sommer?“ wird zu einem Duett zwischen der Milady und Athos ausgebaut. Eine weitere auffällige Änderung des Sprechtextes merkt man in der Selbstmordszene der Milady. Auf die Aufforderung Athos: „Fällt euer Urteil!“ ist die Antwort der anderen Musketiere nicht mehr „Tod!“ wie in der Berliner und Rotterdamer Aufführung, sondern milder „Schuldig!“

### Lizenzproduktionen
Die Hochschulgruppe „Musical Inc.“ der Johannes Gutenberg-Universität Mainz bekam in einer Sondervereinbarung von Stage Entertainment die Aufführungsrechte für Mai und Juni 2009; erst im August 2009 begann Stage Entertainment mit der regulären Vergabe der Aufführungsrechte. Die ersten Lizenznehmer waren die Wetzlarer Festspiele mit der Goetheschule Wetzlar und die Freilichtspiele Tecklenburg. Die österreichische Erstaufführung fand am 23. Juli 2010 auf der Felsenbühne Staatz statt. Von Oktober 2013 bis Februar 2014 sollte das Musical als Tourneeversion in 26 deutschen Städten zu sehen sein. In einigen Städten (z. B. Stuttgart, Nürnberg, Köln, Aalen) fielen Veranstaltungen jedoch wegen „technischer Probleme“ aus, auch bei stattgefundenen Veranstaltungen klagten Zuschauer über massive technischen Störungen. Die Tour wurde schließlich abgebrochen. Ab 20. November 2014 sollte die ausgefallene Tournee unter Federführung des gleichen Lizenznehmers nachgeholt werden, jedoch wurde diese nach sieben Aufführungen erneut abgesagt.

### Tecklenburg
Das Musical wurde am 19. Juni 2010 zum ersten Mal open air in Deutschland bei den Freilichtspielen Tecklenburg aufgeführt. Regie führt Marc Clear, der gleichzeitig die Rolle des Athos übernimmt, welche er zuvor bereits in Berlin und Stuttgart spielte. Auch Thomas Hohler als D’Artagnan, Enrico de Pieri als Porthos, Jens Janke als Aramis und Stefan Poslovski als James/Conferencier gehörten schon zur Premierenbesetzung in Stuttgart.
Premierenbesetzung in Tecklenburg:
- D’Artagnan – Thomas Hohler
- Milady de Winter – Femke Soetenga
- Kardinal Richelieu – Yngve Gasoy-Romdal
- Constance – Lisa Antoni
- Athos – Marc Clear
- Porthos – Enrico de Pieri
- Aramis – Jens Janke
- Königin Anna – Wietske van Tongeren
- König Ludwig XIII – Lars Kemter
- Rochfort – Paul Stampehl
- James/Conferencier – Stefan Poslovski
- Herzog von Buckingham – Harald Tauber

### Österreich

#### Felsenbühne Staatz
Premiere der österreichischen Erstaufführung am 23. Juli 2010 auf der Felsenbühne Staatz (Freiluftaufführung)
- Künstlerische Gesamtleitung/Intendanz:  Werner Auer
- Inszenierung:  Werner Auer
- Musikalische Gesamtleitung:  Gregor Sommer
- Tanz- und Fechtchoreographie:  Eva Klug
- Choreinstudierung:  Doris Graf-Sommer
- Kostüme  Gitti Hamal, Inge Förderler und Team
- Bühne:  Jack Hamal und Team
- Tondesign:  Georg Hrauda
- Lichtdesign:  Jürgen Erntl
- Regieassistenz:  Margit Würzler
- Maske & Hairstyle:  Dorothea Wiesinger

Besetzung:
- D´Artagnan:  Christof Messner
- Athos:  Christoph Apfelbeck
- Aramis  Bernd Kainz
- Porthos  Rupert Preißler
- Kardinal Richelieu  Werner Auer
- Milady de Winter  Simone Niederer
- Constance  Eva Maria Gugganeder
- Königin Anna  Julia Tiecher
- Conférencier  Oliver Liebl
- Lord Buckingham  Korbinian Reile
- Rochefort  Sebastian Brandmeir
- König Ludwig  Alexander Eschig
- James (Kammerdiener Lord Buckingham)  Christian Schild

#### Winzendorf
Besetzung:
- D'Atagnan: Christopher Dederichs
- Athos: Christoph Apfelbeck
- Aramis: Florian Fetterle
- Porthos: Dirk Siebenmorgen
- Kardinal Richelieu: Armin Kahl; alternierend: Robert Marx
- Milady de Winter: Lisa Antoni
- Constance: Zoe Straub
- Königin Anna: Sarah Zippusch
- Conférencier: Florian Klein
- Lord Buckingham: Kevin G. Valentine
- Rochefort: Lorenz Sandmeier
- König Ludwig: Kilian Berger